# Karl-Friedrich Merten
Pour les articles homonymes, voir Merten.
Karl-Friedrich Merten, né le 15 août 1905 à Posen, et mort le 2 mai 1993 à Waldshut en Allemagne, est un marin et commandant de sous-marins allemand.

## Biographie
Après avoir servi sur des bâtiments de surface, il demande à être versé dans l'arme sous-marine en avril 1940. Il prend le commandement de l'U-68 le 11 février 1941. Il est le premier commandant de sous-marin à couler un navire au-dessous de l'équateur. Avec l'U-A, il secourt plus de 200 naufragés du ravitailleur Python. Il les raccompagne de l'île de Sainte-Hélène jusqu'au port français de Lorient.
Le 19 janvier 1943 il prend le commandement de la 26. Unterseebootsflottille, au sein de laquelle il enseigne le tir des torpilles. Face à la progression soviétique, il participe à l'évacuation de la ville de Memel en Prusse orientale. Enfin, à partir du 11 mars 1945, il représente la Kriegsmarine au GQG du Führer. En novembre 1948, Merten, qui vivait alors à Wiesbaden, est arrêté par les Français et accusé d'avoir en juin 1942 coulé le pétrolier français Frimaire au large de Panama en violation du droit de la guerre. Le procès se tient à Paris et se termine par un acquittement. Le Frimaire, qui relevait du gouvernement de Vichy, ne s'était pas annoncé et ne s'était pas correctement identifié.
Par la suite il tente sans succès d'être admis dans la marine fédérale et travailla jusqu'en 1974 dans la navigation intérieure civile.
En 1986, en collaboration avec l'ancien commandant de sous-marin Kurt Baberg, Karl-Friedrich Merten a publié un livre sous le titre Wir U-Bootfahrer sagen Nein: So war das nicht!. Ils s'efforçaient de prouver que l'écrivain Lothar-Günther Buchheim avait commis des erreurs et s'était montré tendancieux dans ses ouvrages, en particulier dans son célèbre roman Das Boot en montrant ce qu'était la vie dans un sous-marin allemand pendant la Seconde Guerre mondiale. Le livre Wir U-Bootfahrer sagen Nein: So war das nicht! a paru à Grossaitigen chez Reißverlag.
Il meurt le 2 mai 1993 à l'âge de 87 ans. Ses mémoires sont publiés après sa mort sous le titre Nach Kompaß.

## Navires coulés par Karl-Friedrich Merten
| Victimes de Karl-Friedrich Merten |                       |             |          |
| Date                              | Navire                | Pavillon    | Tonnage  |
| 22 septembre 1941                 | SS Silverbelle        | Royaume-Uni | 5 302 t  |
| 22 octobre 1941                   | RFA Darkdale          | Royaume-Uni | 8 145 t  |
| 28 octobre 1941                   | SS Hazelside          | Royaume-Uni | 5 792 t  |
| 1er novembre 1941                 | MV Bradford City      | Royaume-Uni | 4 953 t  |
| 3 mars 1942                       | SS Helenus            | Royaume-Uni | 7 366 t  |
| 8 mars 1942                       | SS Baluchistan        | Royaume-Uni | 6 992 t  |
| 16 mars 1942                      | SS Baron Newlands     | Royaume-Uni | 3 386 t  |
| 17 mars 1942                      | SS Allende            | Royaume-Uni | 5 081 t  |
| 17 mars 1942                      | SS Ile de Batz        | Royaume-Uni | 5 755 t  |
| 17 mars 1942                      | MV Scottish Prince    | Royaume-Uni | 4 917 t  |
| 30 mars 1942                      | MV Muncaster Castle   | Royaume-Uni | 5 853 t  |
| 5 juin 1942                       | SS L.J. Drake         | États-Unis  | 6 693 t  |
| 6 juin 1942                       | MV C.O. Stillman (en) | Panama      | 13 006 t |
| 10 juin 1942                      | MV Ardenvohr          | Royaume-Uni | 5 025 t  |
| 10 juin 1942                      | MV Port Montreal      | Royaume-Uni | 5 882 t  |
| 10 juin 1942                      | SS Surrey             | Royaume-Uni | 8 581 t  |
| 15 juin 1942                      | SS Frimaire           | France      | 9 242 t  |
| 23 juin 1942                      | MV Arriaga            | Panama      | 2 345 t  |
| 12 septembre 1942                 | MV Trevilley          | Royaume-Uni | 5 296 t  |
| 15 septembre 1942                 | SS Breedjik           | Pays-Bas    | 6 861 t  |
| 8 octobre 1942                    | SS Gaasterkerk        | Pays-Bas    | 8 679 t  |
| 8 octobre 1942                    | SS Koumoundouros      | Grèce       | 3 598 t  |
| 8 octobre 1942                    | SS Sarthe             | Royaume-Uni | 5 271 t  |
| 8 octobre 1942                    | SS Swiftsure          | États-Unis  | 8 207 t  |
| 9 octobre 1942                    | SS Belgian Fighter    | Belgique    | 5 304 t  |
| 9 octobre 1942                    | SS Examalia           | États-Unis  | 4 981 t  |
| 6 novembre 1942                   | SS City of Cairo (en) | Royaume-Uni | 8 034 t  |

## Distinctions
- 1936 Médaille  de  service  dans  la  Wehrmacht 3e classe
- 1938 croix  d'Espagne  en  bronze
- 1939 Médaille  commémorative  du  1er octobre 1938
- 2 octobre 1939 croix de fer 2e classe
- 1941 Insigne de combat des U-Boote
- décembre 1941 croix de fer 1re classe
- 1942 croix de chevalier de la croix de fer avec  feuilles  de  chêne
- 1942 insigne  de  combat  de  la  flotte  de  haute  mer
- 1943 Insigne de combat des U-Boote avec  diamants
- 1944 croix du Mérite de guerre 1re classe  avec glaives